# 興民社
興民社（こうみんしゃ）は、日本にかつて存在した社団法人。
1945年（昭和20年）設立。戦後の民間航空関係者の失業救済を目的として、戦前に朝日新聞航空部で上司部下の関係であった美土路昌一（後の全日本空輸社長、朝日新聞社長）と中野勝義（後の全日本空輸副社長）が中心となり設立した社団法人である。1965年（昭和40年）に解散。
会長に美土路昌一、専務理事に中野勝義が就任し、この組織・人脈が日本ヘリコプターを経て、全日本空輸（全日空）創設の基礎となった。